# Región de Carelia Septentrional
Carelia Septentrional (en finés: Pohjois Karjala; en sueco: Norra Karelen) es una región (maakunta/landskap) de Finlandia. Limita con las regiones de Carelia Merdidional, Kainuu, Savonia del Norte y Savonia del Sur, además de con Rusia. Forma parte del área geográfica y cultural de Carelia. Su capital y principal centro administrativo es Joensuu.

## Municipios
Carelia Septentrional se divide en tres subregiones (seutukunta) y en 13 municipios (en negrita las cinco ciudades):
- Subregión de Carelia Pielinen (Pielisen Karjalan seutukunta):
  - Lieksa
  - Nurmes

- Subregión de Joensuu (Joensuun seutukunta):
  - Heinävesi
  - Ilomantsi
  - Joensuu
  - Juuka
  - Kontiolahti
  - Liperi
  - Outokumpu
  - Polvijärvi

- Subregión de Carelia Central (Keski-Karjalan seutukunta):
  - Kitee
  - Rääkkylä
  - Tohmajärvi